# Port d'Eupatoria
Le port d'Eupatoria est un port maritime dans l'ouest de la Crimée sur la mer Noire.

## Histoire
Il se situe sur le nord de la baie de Kalamita et il devait y avoir un port depuis la création de la ville. En 1798 le tzar Paul Ier exonérait le port de taxe et il connut alors une importante expansion. À partir de 1970, le trafic passager augmentait régulièrement et une gare maritime était créée en 1965. Fortement endommagé lors de la Seconde Guerre mondiale, il a été de nouveau ouvert en 1950.

## Intermodalité

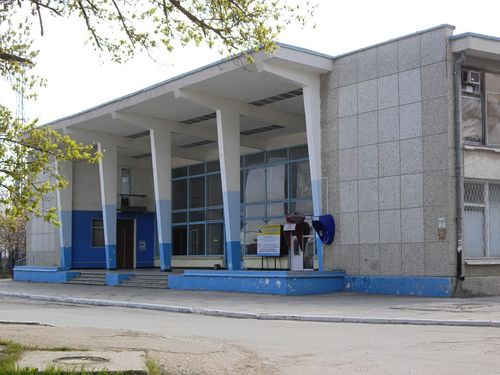
La gare maritime.

Le port d'Eupatoria était le 12e port d'Ukraine pour son trafic, qui était de 1 830 000 tonnes en 2005. Il est sous sanction internationale depuis 2015.